# メアリー・ジョー・フェルナンデス
メアリー・ジョー・フェルナンデス（Mary Joe Fernández, 1971年8月19日 - ）は、アメリカの女子プロテニス選手。出身地はドミニカ共和国のサントドミンゴで、父親はスペイン出身、母親はキューバ人である。4大大会で3度のシングルス準優勝を記録し、全豪オープンで1990年と1992年の2度、全仏オープンで1993年に準優勝した。ダブルスの名手としても活躍し、4大大会では1991年全豪オープンと1996年全仏オープンで優勝している。1992年バルセロナ五輪と1996年アトランタ五輪の2大会連続で、アメリカ代表として女子ダブルスの金メダルを獲得した。WTAツアーでシングルス7勝、ダブルス17勝を挙げる。右利き、バックハンド・ストロークは両手打ち。自己最高ランキングはシングルス4位、ダブルス4位。

## 来歴
1985年の全米オープンで、史上最年少の「14歳8日」で初戦を突破する。1986年にプロ転向し、全仏オープンで準々決勝に進出。ジュニア時代からガブリエラ・サバティーニに相性が良く、プロ選手生活でも「10勝13敗」の戦績を挙げた。“サバティーニ・キラー”と呼ばれたフェルナンデスだったが、シュテフィ・グラフには17度の対戦で1度も勝てなかった。1990年の全豪オープンで、フェルナンデスは女子シングルス・女子ダブルスの2部門に決勝進出を決めたが、シングルス決勝ではグラフに 3-6, 4-6 で敗れて準優勝になり、パティ・フェンディックと組んだ女子ダブルスでも準優勝に終わった。翌1991年の全豪女子ダブルスで、フェンディックと組んで初優勝を果たす。1992年全豪オープンで、フェルナンデスは再び女子シングルス・女子ダブルスの2部門で決勝に進んだが、2年ぶり2度目の女子シングルス決勝でモニカ・セレシュに 2-6, 3-6 で敗れ、またもや優勝を逃した。ダブルス準優勝のパートナーはジーナ・ガリソンであった。この後、バルセロナ五輪の女子ダブルスでジジ・フェルナンデスとペアを組んで金メダルを獲得した。
全豪オープン女子シングルスで最初の準優勝になった1990年、フェルナンデスは東京・有明コロシアムで新設された「ニチレイ・レディース」の第1回大会で単複2冠を獲得した。シングルスでは、これが彼女のプロ初優勝だった。ニチレイ・レディースのダブルスでは、1990年-1992年の3連覇の後、1995年にも優勝がある。
1993年の全仏オープンは、フェルナンデスのテニス人生でも最大のハイライトだった。準々決勝でガブリエラ・サバティーニと対戦中、1-6, 1-5 に追い詰められたが、そこから挽回して第2セット 6-6 に追いつき、タイブレークを取って持ち込んだ第3セットを 10-8 で取る大逆転勝利を挙げたのである。そして自身3度目の4大大会決勝進出を果たしたが、シュテフィ・グラフに 6-4, 2-6, 4-6 の逆転で敗れてしまう。これでフェルナンデスは4大大会で3度の準優勝になり、シングルスのタイトルを獲得することはできなかった。
1996年アトランタ五輪の女子ダブルスで、前回と同じジジ・フェルナンデスとのペアで2大会連続の金メダルを獲得した。この年は全仏オープンのダブルスでも優勝し、1991年全豪オープン以来となる4大大会ダブルス2勝目を挙げた。五輪をジジ・フェルナンデスと組んだほかは、リンゼイ・ダベンポートとペアを組んで好成績を挙げ、1996年にフェルナンデスとダベンポートのコンビは年間4勝を記録している。1997年がシングルス、ダブルスとも最後の優勝になった。キャリア後期の活躍には、1999年全仏オープン3回戦で若きセリーナ・ウィリアムズを破った試合があった（故障で次の4回戦を断念している）。
2000年に現役を引退した。2009年から2016年までフェドカップアメリカ合衆国代表の監督を務めた。

## 主な成績
- 全豪オープン　女子ダブルス：1勝（1991年）／女子シングルス準優勝2度：1990年・1992年
- 全仏オープン　女子ダブルス：1勝（1996年）／女子シングルス準優勝1度：1993年
- オリンピック　女子ダブルス金メダル：1992年バルセロナ・1996年アトランタ　［2大会連続、パートナー：ジジ・フェルナンデス］